# A Breath of Snow and Ashes
A Breath of Snow and Ashes (em Portugal e Brasil: Um Sopro de Neve e Cinzas) é o sexto livro da série literária Outlander, da escritora norte-americana Diana Gabaldon. Foi publicado em 27 de setembro de 2005 nos EUA. Tanto no Brasil quanto em Portugal, o livro foi publicado em duas partes em 2010 e 2018, respectivamente. 
Neste livro, o elegante escocês do século XVIII, Jaime Fraser, recebe uma carta do governador Josiah Martin que lhe pede ajuda para conter os rebeldes e manter o domínio da Coroa Britânica nas terras americanas. Mas Jamie já sabe o que estar por vir, pois sua esposa Claire conhece perfeitamente o destino reservado aos súditos leais do rei da Inglaterra: exílio ou morte. O livro contêm elementos de ficção histórica, romance, aventura e fantasia. 

## Enredo
O ano é  1773, Claire, Jamie, Brianna e Roger, juntamente com vários outros homens de Fraser's Ridge, examinam os restos de uma família, possivelmente holandeses, que aparentemente morreu num incêndio. Ao retornarem para casa, os Frasers encontram o major MacDonald esperando por eles; MacDonald diz a Jamie sobre pelo menos três outros incidentes semelhantes à cabanas holandesa e propõe que Jamie forme um Comitê de Segurança, além de se tornar um agente indigenista da Coroa. Ele também pede que Jamie aceite um grande número de novos inquilinos, recém-chegados da Escócia. Um homem chamado Bobby Higgins, chega com uma carta e pacotes de lorde John, que transmite suas opiniões sobre o chamado "Massacre de Boston" e pede a ajuda de Claire no tratamento dos males de Bobby. Bobby havia sido marcado como assassino no rosto devido a esse massacre, condenação que Lorde John considerava injusta. Infelizmente, Bobby é ameaçado pelos irmãos Browns e seu comitê de segurança que não acreditam em sua inocência e não querem um homicida nas redondezas, ansiosos por mostrar efetividade em suas ações. 
A decisão de Jamie de tornar-se um agente indigenista, então, apesar dos possíveis riscos, ocorre justamente para impedir que Richard Brown o seja. Dentre as trocas de correspondências entre Lorde John e os Fraser, Brianna recebe fósforo, uma substância que havia requisitado ao amigo, para que pudesse fabricar palitos de fósforo, facilitando assim o processo de acender qualquer fogo que fosse necessário. Claire também investe em usar éter para adormecer seus pacientes para realizar cirurgias. O desejo de Roger de tornar-se ministro finda por lhe dar um propósito que facilita a comunicação entre o casal, pois permite a Roger encontrar sua própria independência e sentir-se mais útil dentro de sua comunidade.
Ao passar dos meses, mais incêndios ocorrem nos arredores da Cordilheira assim como famílias inteiras sendo dizimadas, isso chama a atenção dos Fraser e começa a preocupa-los, principalmente quando a lembrança da noticia trazida por Bree do futuro de que a casa principal da Cordilheira seria incendiada e Jamie e Claire morreriam nesse incêndio. A jovem Malva Christie começa a demonstrar interesse pelas atividades médicas e logo se torna aprendiz de Claire, algo que posteriormente Claire se arrepender bastante. Por causa de Malva um grande grupo de homens que não aceitam o fato de Claire está recomendando métodos impróprios para aquela época, a sequestram. Claire é estuprada na floresta pelos homens, que entre eles está um chamado Donner, que revela que ele é originalmente do ano de 1968. Na manhã seguinte, Jamie, Ian, Roger, Fergus, Arch Bug, Tom Christie e Kenny Lindsay chegam e matam todo o grupo, exceto Lionel Brown, que eles levam de volta ao Ridge para interrogatório. Dias depois, Lionel Brown rasteja da cabana onde está preso até a Casa Grande, onde Claire cuida de seus ferimentos e ele implora por piedade, mas ele é morto pela Sra. Bug. O quarto filho de Marsali, Henri-Christian, nasce anão. Marsali é ferozmente protetora de seu filho, cuja chegada desperta muita conversas supersticiosas, medo e preconceito das pessoas. Fergus sente que não pode ser o homem que eles precisam, em uma área onde o modo de vida é a agricultura e ele tem apenas uma mão, o desespero então o domina. Então ele decide se mudar com a família pra cidade, a fim de proteger também o filho. 
Já no ano de 1775, o romance de Lizzie com os gêmeos Beardsleys choca Fraser’s ridge, pelo conceito de poliamor não ser um conhecido no século XVIII. Ela acaba ficando grávida e não sabe qual dos gêmeos é o pai, e, eventualmente ela dá à luz um filho. Malva surge com uma notícia de que Jamie é pai de seu filho que está para nascer, levando a suspeitas e dúvidas entre os moradores do Ridge. Mais tarde, Claire encontra Malva assassinada em seu jardim e tenta salvar o feto da menina, mas falha. Claire é acusada pelo assassinato de Malva por Richard Brow e várias pessoas cercam a casa dela. Quando uma multidão de moradores de Ridge se reúne, Richard decide levar Claire a um órgão judicial para julgamento. Jaime tenta impedir que sua esposa seja levada, mas sem sucesso. Depois de alguns dias na prisão, homens do palácio do antigo governador Tryon chegam precisando da "parteira" - Claire havia feito um parto dias antes - e eles levam Claire com eles. No Palácio de Tryon, Claire atende a Sra. Josiah Martin, que está em estado avançado de gravidez e ficou doente. Após a sra. Martin ser expulsa do palácio, o atual governador, Josiah Martin, liberta-a de suas acusações e eventualmente embarcam no Cruizer ancorado em Brunswick, onde Martin continua seus deveres de governador com Claire como secretária. No dia seguinte, Tom Christie entra a bordo e se entrega, confessando o assassinato de sua filha.
Enquanto visitava River Run, Brianna é sequestrada e entregue sob custódia para Stephen Bonnet. Ao saber, Jamie vai para Edenton, onde Roger pretendia se tornar oficialmente ministro, para lhe dizer que Brianna havia sido seqüestrada. Brianna se vê prisioneira a bordo da Anêmona e tenta convence Bonnet a não estuprá-la, revelando que está grávida, e pede a uma prostituta chamada Hepzibah que avise sua família sobre o sequestro. Felizmente, Hepzibah encontra Jaime e Roger e conta o paradeiro de Brianna, onde eventualmente, os dois conseguem salvar a jovem antes dela ser vendida como escrava por Bonnet à piratas. Bonnet é preso, julgado e condenado à morte por afogamento. Um ano depois, os Frasers e os MacKenzies se mudam para uma cabana, a fim de se livrarem do incêndio da Casa Grande em 21 de janeiro de 1776, como dizia o recorte de jornal. O major MacDonald chegue para uma última visita para incentivar Jamie a se juntar às tropas do general Hugh MacDonald, que marcharão contra os rebeldes. Sabendo de que dali alguns anos os conflitos se tornarão a Guerra Civil Americana, e numa tentativa de proteger sua família, Jamie não consegue se manter de fora. No entanto, sabendo que não conseguem alterar o futuro, dessa vez Jamie e Claire não tentam mudar a história, e se a aliam ao lado que eles sabem ser o vencedor da Guerra Civil Americana. Jamie e os homens de Fraser's Ridge, juntamente com as outras forças rebeldes, esmagam a oposição britânica, composta em grande parte por soldados escoceses aposentados, na Batalha da Ponte da Angra de Moore.
Meses depois, o nascimento da filha de Roger e Brianna, Mandy, faz com que eles tenham que tomar a decisão de voltar ao século XX, uma vez que a menina precisa de uma cirurgia cardíaca para sobreviver, a qual Claire não tinha condições de realizar no tempo em que estavam e com os recursos que tinham. Antes de partir, Brianna encontra Lorde John Gray com seu enteado William, o lorde diz para jovem que William é de fato o filho de Jamie e seu meio-irmão, mas pede que ela guarde o segredo. Com a partida dos Mackenzies e a destruição da casa dos Frasers pelo viajante Donner, Claire e Jamie decidem voltar à Escócia a fim de trazer a prensa de Jamie para as treze Colônias e entrar na luta da revolução americana. No futuro, Roger, Brianna e seus filhos vivem em Lallybroch, onde se estabeleceram quando chegaram no século XX. E descobrem que o jornal que apresentavam a data da morte de Jaime e Claire no incêndio, foi um equivoco da época.

## Personagens
- Claire Beauchamp Randall Fraser - Personagem principal da série. Claire era uma enfermeira britânica de combate durante a Segunda Guerra Mundial, que viajou de volta no tempo e conheceu Jamie Fraser em 1743 na Escócia. Treinada como cirurgião em Boston em 1968, ela viajou de volta no tempo para se reunir com Jamie Fraser. É casada com Jamie e é mãe de Brianna, é mãe adotiva de Fergus e madrasta de Marsali.

- James "Jamie" MacKenzie Fraser- Laird de Fraser's Ridge, Carolina do Norte. Ex-detento da prisão de Ardsmuir. O marido de Claire, no século XVIII, que era líder escocês  jacobita, mais tarde impressor e contrabandista e pai adotivo de Fergus-Claudel Fraser, padrasto de Marsali MacKimmie Fraser e pai biológico de Brianna e William (embora William tenha sido concebido fora do casamento e não sabe que Jamie é seu verdadeiro pai).

- Brianna Randall Fraser MacKenzie - Filha de Jamie e Claire nascida no século XX e criada por Claire e Frank Randall. Graduada no MIT após a transferência do programa de história da Universidade de Harvard. Uma "inventora" que gosta de fazer coisas que sabia no século XX. Ela se casa com Roger e eles têm dois filhos: um filho, Jeremiah, conhecido como "Jemmy", e uma filha, Amanda (Mandy).

- Roger MacKenzie Wakefield - Genro de Jamie e Claire que, como Brianna, nasceu no século XX. Um professor de história de Oxford que deixa sua vida e carreira para seguir Brianna. Casado com Brianna e pai de Jemmy e Mandy.

- Jeremiah "Jemmie" MacKenzie - Filho de Roger e Brianna (havia alguma dúvida sobre sua paternidade, mas isso agora está resolvido).

- Amanda "Mandy" MacKenzie - Filha de Roger e Brianna.

- Fergus Claudel Fraser - Ex-ladrão de carteiras e espião franceses. O filho adotivo de Jamie e Claire. Aparece pela primeira vez em Dragonfly in Amber. Casado com Marsali.

- Marsali Mackenzie Fraser - Filha de Laoghaire e enteada de Jamie e Claire. Aparece pela primeira vez no Voyager. Casado com Fergus e mãe de Germain, Joan, Félicite e Henri Christian.

- Ian Murray - O filho de Jenny e Ian Murray e o sobrinho de Jamie. Foi casado com Emily e trabalhou com os moicanos, mas retorna ao Ridge com apenas Rollo, seu companheiro canino meio lobo.

- Malva Christie - Filha de Tom Christie. Chega ao Ridge no final de The Fiery Cross.

- Allan Christie - Filho de Tom Christie. Chega ao Ridge no final de The Fiery Cross.

 'Tom Christie'  - Um ex-detento da prisão de Ardsmuir. Pai de Malva e Alan. Apaixonado por Claire. Chega ao Ridge no final de The Fiery Cross.
- Coronel Lord John William Gray - O ex-governador da prisão de Ardsmuir. Amigo de longa data de Jamie, eles se conheceram em 1745 durante o levante jacobita. Padrasto de William Ransom, 9º Conde de Ellesmere.

- Jocasta MacKenzie Cameron Innes - Irmã de Ellen MacKenzie Fraser, Colum e Dougal MacKenzie. A tia cega de Jamie, dona da River Run Plantation.

- Duncan Innes - Um ex-detento da prisão de Ardsmuir. Marido de Jocasta.

- Stephen Bonnet- Um fora da lei, pirata, ladrão, comerciante, estuprador e contrabandista que aparece pela primeira vez em "Drums of Autumn". Contrabandeia mercadorias ao longo da costa da Carolina.

## Recepção
A Breath of Snow and Ashes estreou em primeiro lugar no The New York Times na Lista de Best-Seller em 2005,  e ganhou o Quill Award por Ficção científica/Fantasia/Terror.